# سلطنة بني عباس
سلطنة بني عباس، هي دولة سابقة في المغرب الأوسط (شمال إفريقيا)، ثم معقل وإمارة، سيطرت من القرن السادس عشر إلى القرن التاسع عشر على ماهي اليوم بجاية والمناطق المحيطة بها. يشار إليها في التاريخ الإسباني بأنه «رينو دي لابيس»؛ وأحيانا يشار إليها بالمقرانية، عاصمتها هي قلعة بني عباس، وهي قلعة منيعة في سلسلة جبال البيبان.
أسسها آخر الأمراء الحفصيين بمدينة بجاية (بالجزائر حالياً)، كانت السلطنة لفترة طويلة معقلا لمقاومة الإسبان، ثم أصبحت ضمن أيالة الجزائر. تتمتع عاصمة قلعة بني عباس بموقع استراتيجي على الطريق من الجزائر إلى قسنطينة والبحر الأبيض المتوسط في الصحراء، في القرن السادس عشر الأندلسيين والمسيحيين واليهود الذين يفرون من إسبانيا أو الجزائر. فمعرفتهم تثري النسيج الصناعي المحلي الذي الحرف اليدوية لقبيلة آيت عباس هو الميراث. القبائل المحيطة هي أيضا مقر النشاط الفكري المكثف والتقاليد الأدبية التي تنافس تلك المدن الأخرى في المنطقة المغاربية.
في ذروتها، امتد تأثير سلطنة بني عباس من وادي الصومام إلى الصحراء الكبرى وعاصمتها «القلعة» تنافس أكبر المدن. في القرن السابع عشر، أحذ زعمائها لقب «شيخ مجانة»، ولكن استمروا في وصفهم بالسلاطين أو ملوك بني عباس. في نهاية القرن الثامن عشر، انقسمت السلطنة التي تقودها عائلة المقراني (أمقران) إلى عدة عشائر، بعضهم يتم تفويضهم من قبل أيالة الجزائر. رغم ذلك، بقي «شيخ مجانة» على رأس الإمارة بصفته أحد روافد بايلك الشرق وتدير شؤونها بشكل مستقل.

## التاريخ

### الفضاء السياسي المغاربي في القرنين الرابع عشر والخامس عشر

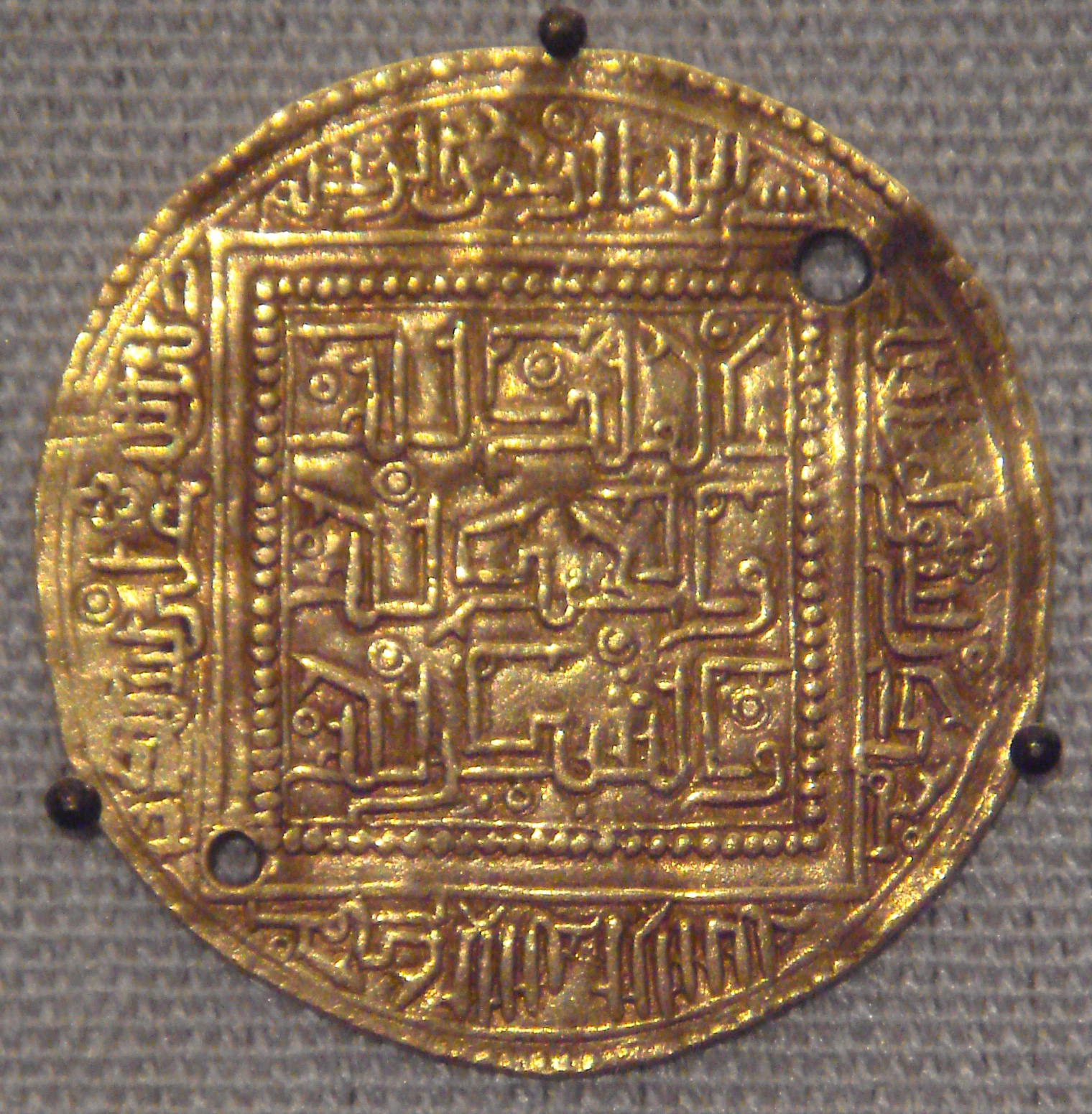
عملة حفصية ببجاية (1249-1276).

إفريقية، التي تتوافق مع شرق من المغرب الحالي، هي جزء من المملكة الحفصية. ومن ضمن هذه المملكة، مدينة بجاية، العاصمة القديمة للحماديون في القرن الحادي عشر، والتي كانت مدينة بارزة. في الواقع، ثروتها وموقعها الاستراتيجي كميناء جعلها هدفا لأطماع الزيانيين والمرينيون؛ وعلاوة على ذلك، فإنه غالبا ما تنشق داخل السلطنة الحفصية، وتتمتع باستقلالية معينة في الأوقات العادية. وتعتبر المدينة عاصمة المناطق الغربية لسلطنة الحفصيين و«مكان الحدود» للسلطنة. وفي القرنين الثالث عشر والرابع عشر، أصبحت في عدة مناسبات مقرا لسلطة حكام الإمارات المستقلين، أو المنشقين من السلالة الحفصية. يمتد هؤلاء «أسياد بجاية» سلطتهم (التي غالبا ما تسير جنبا إلى جنب مع المعارضة السياسية) إلى كامل مجال المملكة القديمة للحماديون: الجزائر، دلس، المدية، مليانة، قسنطينة، عنابة ووادي مزاب. وكان ابن خلدون أيضا وزيرا للإدارة المستقلة لأمير الحفصيين بجاية في 1365. شهد القرن الخامس عشر عودة عامة إلى مركزية الدولة الحفصية. ولكن في نهاية القرن الخامس عشر وبداية القرن السادس عشر، وصف ليون الإفريقي والماريني أن أمير بجاية، منفصل عن الذي في تونس، ونفس الوضع مماثل بقسنطينة وعنابة، مما يعكس تفتيت أراضي الحفصيين. هؤلاء الأميراء الأخيرون في بجاية، بغض النظر عن السلطة المركزية لتونس، هم أصل السلالة التي أسست وأدارت «سلطنة بني عباس».

### التأسيس في بداية القرن السادس عشر

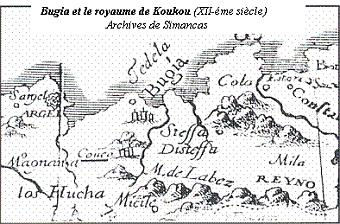
خريطة لمملكة كوكو ومملكة آيت عباس (لباس) وفقا للخريطة الإسبانية من القرن السادس عشر، المحفوظة في أرشيف سيمانكاس.

نشأ المقرانيون، حكام مملكة أيت عباس، من منطقة القبائل الصغيرة، في النصف الثاني من القرن الخامس عشر، غادر الأمير أو الأمير عبد الرحمن جبل عياد، بعد أن تحرك حوله واستقر في نهاية المطاف في قلعة أيت عباس. أخذ ابنه لقب سلطان وحصن القلعة وجعلها عاصمة لإمارة امتدت من واد الساحل إلى الحضنة.
في 1510، على فحوى الاسترداد، استولى الإسبان على بجاية، التي كانت في أيدي أمراء الحفصيين المنشقين. ينظمون غارات في المناطق النائية من هذا الموقف. البربر في المنطقة تسعى الحماية في الداخل واتخاذ لرأس المال الجديد القلعة من (بني عباس)، في قلب سلسلة من البيبان. هذه المدينة هي مكان قديم محصن من العصر الحمادي ومرحلة من السلط السلطان الطريق التجاري من «هوتس بلينز» إلى بجاية. هو عبد الرحمن، آخر أمراء بجاية، الذي اختار الموقع لأسباب أمنية. بدأ ابنه أحمد في إعادة تسميته، لا سيما بالنسبة للوضع الديني مع القبائل القبائل والقبائل العربية في الأحياء التي استقرت في القلعة، هربا من الفوضى النسبية في البلاد. استفاد من دعم متزايد بين القبائل المحيطة، أعلن نفسه «سلطان القلعة». دفن في تاكورابت، وهي قرية تقع بالقرب من القلعة.

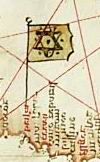
خريطة بجاية في القرن السادس عشر.

عهد حفيده عبد العزيز العباس جلب اسم القلعة من عدم الكشف عن هويته: في ذروتها، المدينة لديها 80 000 نسمة [10]. وقد تم تجهيز القلعة بمصانع الأسلحة بمساعدة من المسيحيين المسيحيين، فضلا عن جزء من سكان البجايا من قبل الاحتلال الاسباني، بما في ذلك الأندلس والمسلمين، فضلا عن الطائفة اليهودية التي يرحب بها والذين يجلبون معرفتهم.

## ذروة المملكة في نهاية القرن السادس عشر
من عام 1559، نظم السلطان أحمد أمقران. أطلق أحمد مقران حملة في الجنوب على رأس جيش مكون من 8 000 جندي من المشاة و3 000 حصان. عبر واحات الزاب، ملتزما بطولقة وبسكرة ذاهبا إلى تقرت حيث يسم الشيخ الحاج خيطان المربعي، وهو عضو في قبيلة المؤمنين له: الهاشم. قريب من هذا الأخير، الحاج عمار، ويستثمر شيخ «الواحات تولغا» وبسكرة. وأخيرا، عين خليفة في الصحراء، عبد القادر بن ضياء، ثم وضع الكثير من الطاقة للدفاع عن مصالح سلطان القلعة. أحمد مقران يضع على نقاط عالية نظام ما بعد الإشارات، والتواصل عن طريق الحرائق في الليل والدخان خلال النهار، والتي تنقل المعلومات من الجنوب إلى قلعة.
تحول أحمد مقران إلى إقليم أولاد نايل من بوسعادة إلى الجلفة. تاريخ هذه البعثات يقع عموما نحو 1573. هذه الفترة تشكل أوج «مملكة بني عباس»، بما في ذلك على مستوى الحوكمة وإدارة الإقليم. لم يخشى أحمد مقران في عام 1580، إرسال ابنه إلى الجزائر للترحيب والتودد لجعفر باشا. ومع ذلك، في عام 1590، نفوذه هو أن القبائل كلها تدفع له الضريبة، وهو أقل إيرادات الضرائب على إيالة الجزائر. عاد خيزر باشا إلى الحرب وحاصر «الكلاء بني عباس» لمدة شهرين دون أن يكون قادرا على أخذها ومسح هجمات الفرسان «أحمد مقران». ينظم خضر باشا النهب حول القلعة، التي دمرت قراها المحيطة بالكامل أثناء الحصار. وانتهت الأعمال العدائية بفضل وساطة المربوط، من جهة دفع «أحمد أموكرين» لإشادة من 30 000 دوروس ومن ناحية أخرى انسحاب «خضر باشا» والحفاظ على استقلال القلعة.

### من القرن السابع عشر وحتى بداية القرن الثامن عشر
حوالي 1600، سار السلطان من كالا أحمد أموكرين ضد قوات «سليمان فينيزيانو»، باشا الجزائر العاصمة، الذين أرادوا دخول (كابيليا). وهو يدق ويدمر «برج حمزة» الذي بني في 1595 في موقع البويرة، لكنه يموت أثناء القتال. ويترك اسم أموكرين (في القبيلي: عظيم، رئيس)، وعرب في وقت لاحق في المقراني، إلى كل نسبه.
خلفه هو سيدي ناسور المقراني، رجل تحول إلى الدين. انه يحيط نفسه مع تولباس والدينية، والسماح للشؤون مملكته لانهيار. أثار هذا الإغراء غضب قادة الجيش وتجار آيت عباس. ينظمون كمين ويقتلونه في حوالي عام 1620. يتم إنقاذ أطفاله والأكبر، «سي بيتكا موكراني»، يتم جمعها من قبل «قبيلة هاشم» وترفع بينهم. إنهم يساعدونه على استعادة رتبته الأميرية من خلال زواجه مع ابنة رئيس قبيلة أولاد ماضي.
إذا شارك بيتكا في 20 سبتمبر 1638 في معركة غيدجيل العظيمة التي تعارض القبائل والرؤساء الإقطاعيين الرئيسيين لبيليك قسنطينة إلى ولاية الجزائر العاصمة وبي مراد نفسه. أدت هذه المعركة في بيليك قسنطينة إلى زيادة الاستقلال تجاه أتراك الجزائر العاصمة. إذا بيتكا موكراني، واحد، لن تعترف سلطتهم. نجح في إعادة تشكيل مملكة جده، لكنه لم يعد يريد لقب سلطان القلعة ويأخذ ذلك من «شيخ مدجانا». وهو يتفوق مرارا على قبيلة آيت عباس، لكنه يرفض العودة إلى الاستيطان في قلا. توفي في 1680، في حصنه «برج مرجانة» ويترك أربعة أبناء: بوزيد وعبد الله وعزيز ومحمد الجندوز.
وهو الأكبر بوزيد المقراني، الذي وصف السلطان بوزيد، الذي يمارس السلطة من 1680 إلى 1735، في ظل نفس الظروف التي يتمتع بها والده في جميع السيادة في مواجهة الجزائر. ومن ناحية أخرى، يحافظ على التوازن في عائلته، التي عاد إخوته إلى المعارضة. وفاز بنزاعين ضد الأتراك من ولاية الجزائر، الذين يريدون عبور أراضيه إلى عمودهم العسكري لربط الجزائر العاصمة وقسنطينة. واستنادا إلى هذه النجاحات العسكرية، فإنه ينشئ حق المرور المسمى أواديا الذي يسمح لها بالنقل العابر عبر أراضيها إلى منطقة الجزائر العاصمة، وبصفة خاصة بفضل سيطرتها على المرور الاستراتيجي للبوابات الحديدية. ولا يزال حق المرور هذا ساري المفعول حتى سقوط ولاية الجزائر العاصمة في عام 1830. ويمثل حق المرور هذا المطبق على أتراك منطقة الجزائر العاصمة، في الواقع، قاعدة عامة تطبق على أي عبور على أراضي ربان الجزائر العاصمة. وهو القلعة المنتصرة من الأتراك في 1553 و1554م، وهذا الانتصار يجعل منه بحكم الواقع سيد الحنة والبيبانيين.
الجزء المقراني بني عباس في «معركة جيجل» في 1664. وعلي (ملك كوكو)، فإنها ترفض بك مرور أول دفعة من القوات إلى صايه الجزائر في أراضي بهم. ومع ذلك، غير قادر على التغلب على الفرنسية، لأنها تجعل التحالف بهدف الحرب المقدسة، مع الباي قسنطينة وداي الجزائر ضد جيوش دوق الشقيف، قائد البعثة (لويس XIV35). البربر يحاولون التفاوض مع «دوق بوفورت» المتجذر في مكان جيجل، ولكن هذا واحد يرفض عروض السلام. وانتهت الحملة بانتصار البربر والاتراك وفشل كبير لجيش «لويس الرابع عشر»، الذي عانى الكثير من الضحايا، يجب أن يتخلى عن مدفعيته على الفور ويواجه غرق السفينة القمر عند عودته. يحمل المكراني كغوائز 4 مدافع ضرب مع زنبق الزهور في القلعة. ثم عُثِر على بنادق أخرى من النوع الفرنسى في وقت لاحق في القلعة: وفقا للفرضية الأكثر احتمالا، وتاريخ هذه البنادق من وقت لويس الثاني عشر، التي قدمها فرانسيس الأول في تونس كجزء من تحالفه مع العثمانيين. تتم إزالتها من قبل تشارلز الخامس ونقلها إلى بجاية في بداية القرن السادس عشر عندما كان ملكا الاسبانية ثم تقدم إلى حليفهم، مملكة بني عباس. وأخيرا، مدفع أصغر من شأنه أن تثبت وجود مسبك المحلي مدافع صغيرة يقودها المنشق الإسباني.

## المجتمع القبائلي والقرى

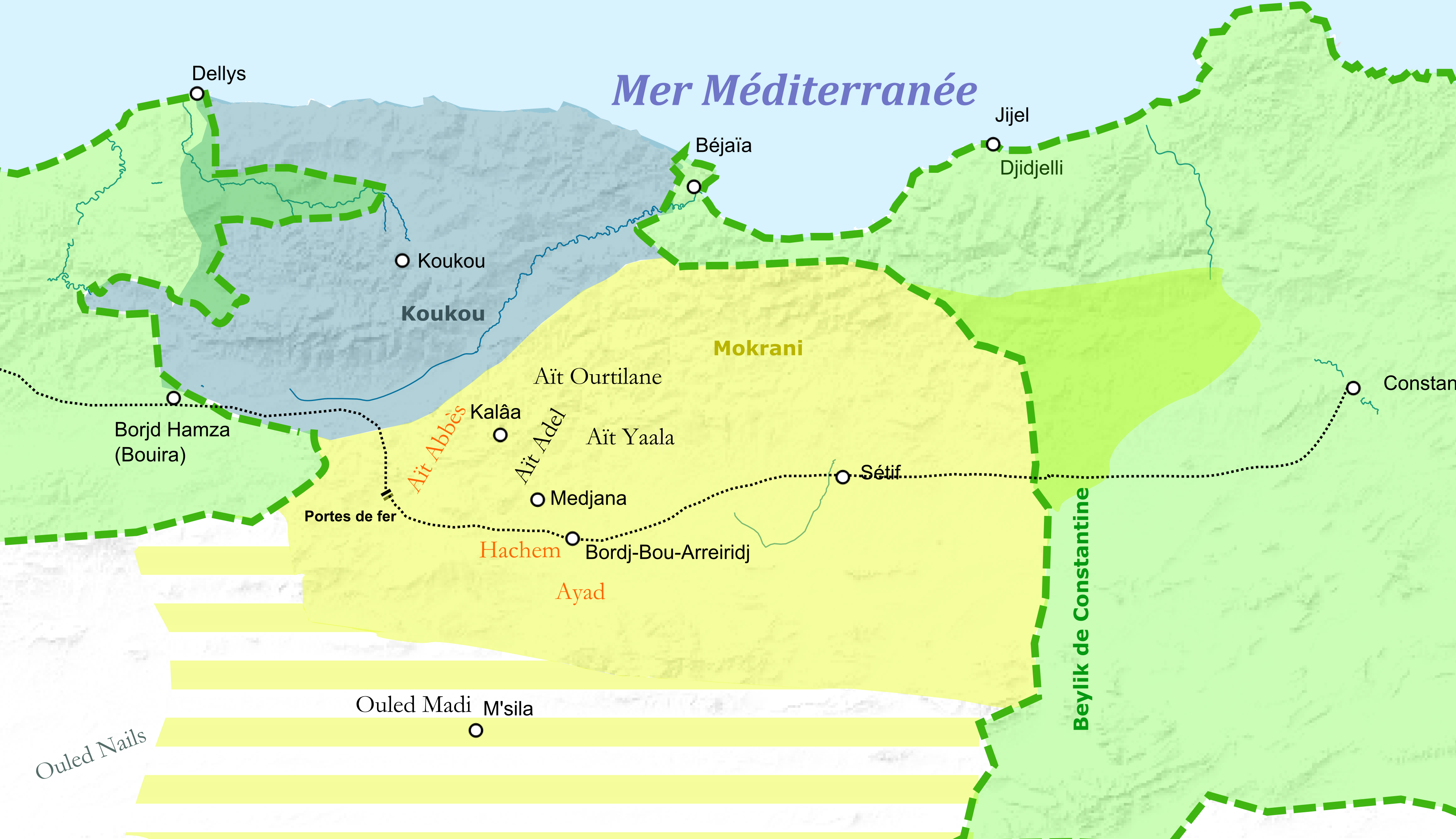
الأراضي والقبائل الرئيسية تحت سلطة المقراني، بما في ذلك قبائل المخزن بالبرتقالي (القرنين السابع عشر والثامن عشر).

مجتمع سلطنة بني عباس عبارة عن مجموعة من «جمهوريات القرى»، تدير شؤونها حول تجمعات القرى (تجمعات)، تجمعوا جميعا في قبائل. حافظت هذه القبائل على صلات مع السلالات المحلية في القرون الوسطى، زيريدس، هاماديديس وهافسيدس. إن إقبال الاسبايين على بجاية لا يطفئ الصلات بين القبائل، بسبب تأسيس السيادة التي عينها الإسبان على أنها «ممالك» آيت عباس وكوكو وعبد الجبارنوت. وقد تم إنشاء الروابط بين هذه المدن وتونس - وهي مدينة حفصيد - خلال القرن السادس عشر. وتنشأ مسألة وجود مملكة كوكو والمملكة بني عباس في مجتمع ينحدر فيه العديد من الجمهوريات من استقلالها إلى الحكم حتى القرن التاسع عشر. وقد عرف مجتمع القبايلي بقيادات أخرى قبل هذه الممالك. خلال الحقبة الحفصية في 1340.

## هندسة معمارية

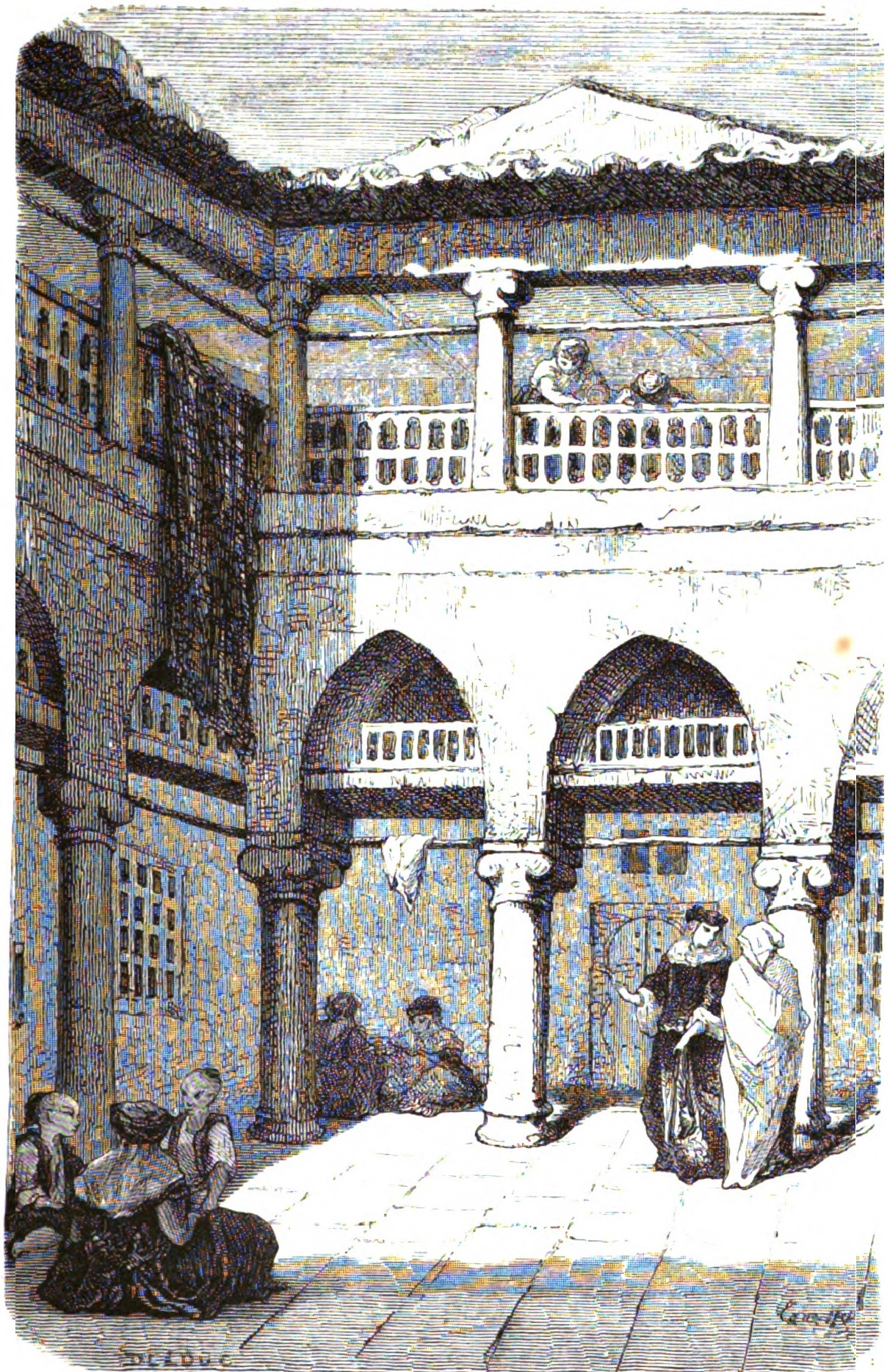
الفناء الداخلي لبيت بالقلعة (1865).

تقدم قرى آيت عباس معمارية وصقل حضري معين يتناقض مع وضعها كقرية في منطقة القبائل الحالية. ويرجع هذا التنقيح أساسا إلى ماضيهم المزدهر في عصر مملكة بني عباس. منازل إغيل على مماثلة لتلك التي في قصة قسنطينة. المنازل متداخلة بالشرفات والأروقة. على المستوى الحضري، الشوارع ضيقة ومعبدة، على النقيض من سهولة المنازل. البوابات مصنوعة من الخشب الصلب، منحوتة بالورود ومختلف الزخارف. بيوت القلعة موصوفة بالحجر ومغطاة بالبلاط. ووفقا لتشارلز فارين الذي زار القلعة في القرن التاسع عشر، فإن منازل القلعة واسعة، مع فناء، مظللة بالأشجار والنباتات التي تسلق صالات العرض. الجدران مغطاة بالجير. ويتولى القلعة العمارة في قرى القبائل، التي تم توسيعها إلى حد كبير واستكمالها من خلال التحصينات والمدفعية ومحطات المراقبة والثكنات ومستودعات الأسلحة والاسطبلات لوحدات الفرسان. كما يحتوي القلعة أيضا على مسجد من العمارة الأندلسية التي لا تزال محفوظة. أعمال الأشغال العسكرية يقودها في المقام الأول عبد العزيز العباس في القرن السادس عشر، حيث تجاوزت القصبة أربعة مدافع عيار كبيرة والجدار الذي بني في أعقاب أول بعثة عثمانية في 1553. رغم ذالك ففي الوقت الحاضر، القلعة في حالة متهدمة بسبب القصف خلال الصراعات مع الجيش الفرنسي و3/5 المباني في حالة خراب.

## قائمة الحكام
- أحمد أمقران (1500 - ؟)، مؤسس الدولة، بسط سيادة على مجانة وبني عباس.
- عبد العزيز (؟ - 1550)، قتل على يد أتباع حسان باشا داي الجزائر وبمساعدة بن قاضي صاحب جبل كوكو.
- محمد أمقران (1550 - ؟).
- ؟؟؟ (؟ - 1847).
- ؟؟؟ (1847 - ؟)، من قبل الفرنسيين.
- أحمد المقراني (؟ - 1871)، من قبل الفرنسيين.
- محمد بن أحمد المقراني (1871 – 1871)، قادة ثورة الأوراس ثم استشهد.
- الحاج بومزراق (1871 – 1872)، أين عم السابق.